# Eilicrinia ursula
Eilicrinia ursula är en fjärilsart som beskrevs av Thierry-mieg 1910. Eilicrinia ursula ingår i släktet Eilicrinia och familjen mätare. Inga underarter finns listade i Catalogue of Life.